# Timm Kröger (Filmemacher)

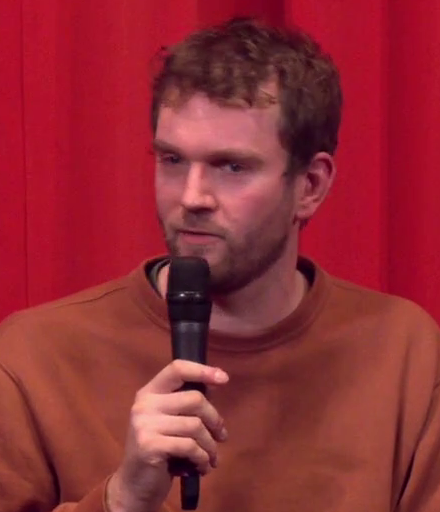
Timm Kröger, 2024

Timm Kröger (* 17. November 1985 in Itzehoe) ist ein deutscher Filmregisseur, Drehbuchautor, Kameramann, Filmproduzent und Filmeditor. Er inszenierte unter anderem die Spielfilme Zerrumpelt Herz (2014) und Die Theorie von Allem (2023) und trat als Kameramann an den Werken Sandra Wollners (Das unmögliche Bild, 2016; The Trouble with Being Born, 2020) in Erscheinung.

## Leben
Timm Kröger absolvierte sein Abitur im Jahr 2005 in Sankt Peter-Ording. Daraufhin verbrachte er neun Monate damit, als Fotograf einen Wanderzirkus quer durch Deutschland zu begleiten. Nach dieser Erfahrung studierte Kröger am European Film College im dänischen Ebeltoft. Dort realisierte er erste Spiel- und Dokumentarfilme als Kameramann und Regisseur. Nach seinem Abschluss war Kröger noch ein weiteres Jahr an der Filmhochschule als „Teacher’s Assistent“ beschäftigt. Es folgte ein Praktikum bei ARRI Rental in München.
Im Jahr 2008 begann Kröger ein zweites Studium an der Filmakademie Baden-Württemberg. Zunächst studierte er Bildgestaltung/Kamera, ehe er in die Abteilung Dokumentarfilm-Regie wechselte.
Als Lehrbeauftragter war er im Fachgebiet Bildgestaltung/Kamera an der Hochschule Düsseldorf tätig.

## Karriere
Während seiner Zeit an der Filmakademie Baden-Württemberg gab Kröger sein Regiedebüt mit Sheriff – Vom Schweinehirtzen zum Superstar (2011). Der 27-minütige Kurzdokumentarfilm, zu dem er auch das Drehbuch beisteuerte, begleitete den verheirateten Ludwigsburger Raimund Gerhard, einem ehemaligen Schlagersänger mit Cowboyhut. Die für 2500 Euro auf 16-mm-Film inszenierte Produktion wurde in die Auswahl des Filmfestivals DOK Leipzig aufgenommen. Im Jahr darauf fungierte Kröger als Kameramann an dem Kurzdokumentarfilm Tilman im Paradies, der beim International Documentary Film Festival 2011 in Amsterdam uraufgeführt wurde. Das Werk seines Kommilitonen Julian Vogel stellte einen titelgebenden Freier in den Mittelpunkt.
Im Jahr 2011 beendete Kröger die Arbeit an dem Dokumentarfilm Das leicht beunruhigende Schaukeln bei der Fahrt ins Tal, bei dem er erneut als Drehbuchautor, Regisseur und Editor verantwortlich zeichnete. Das essayistische Werk stellt den deutschen Sommer in den Mittelpunkt und präsentierte Bilder von der nebligen Alpen-Hochebene bis zur Nordsee. Der 55-minütige Streifen war 2012 Bestandteil des 41. Internationalen Studentenfilmfestivals Sehsüchte der Hochschule für Film und Fernsehen Potsdam-Babelsberg.
Nach der erneuten Zusammenarbeit mit den Regisseuren Julian Vogel sowie Nico Hofmann an deren Segment Rheinland-Pfalz für den ARD-Dokumentarfilm 16 × Deutschland (2013) sowie der Kameraarbeit an Guido Lukoscheks Dokumentarfilm über Wayne Shorter (The Language of the Unknown, 2013) widmete sich Kröger entgegen seines Studiengangs dem szenischen Film. Zerrumpelt Herz (2014), sein Studienabschlussfilm an der Filmakademie Baden-Württemberg, spielt im Jahr 1929. Das 81-minütige Werk stellt drei Freunde in den Mittelpunkt, die dem zurückgezogen lebenden jungen Komponisten Otto Schiffmann im masurischen Wald einen Besuch abstatten. Doch die von ihm bewohnte Hütte wird verlassen vorgefunden und der Gastgeber bleibt verschwunden. Zerrumpelt Herz, dessen Drehbuch Kröger gemeinsam mit Studienfreund Roderick Warich verfasste, erlebte seine Premiere in der unabhängigen Reihe Settimana Internazionale della Critica der Internationalen Filmfestspiele von Venedig 2014, wo es großes Lob seitens der deutschen Filmkritik erfuhr. So zog Daniel Kothenschulte (Die Welt) Vergleiche zu bekannten Werken wie Menschen am Sonntag (1930), Andrej Rubljow (1966) oder Die Nacht des Jägers (1955). Zerrumpelt Herz werde von einem „unaufgelösten Rätsel bestimmt [...], weit mehr als jeder Realismus. Wie ein lyrischer, aber dissonant gebrochener Akkord“ schwinge „das verhaltene Drama über die Sehnsucht eines Genies, sich weiterzugeben und zugleich zu verschwinden“, so Kothenschulte. Zerrumpelt Herz wurde auf zahlreichen weiteren internationalen und deutschen Filmfestivals gezeigt und für den Nachwuchspreis First Steps in der Kategorie Abendfüllender Spielfilm nominiert.
2018 gründete er zusammen mit Viktoria Stolpe die Berliner Filmproduktionsfirma The Barricades.
Im Jahr 2023 stellte Kröger mit Die Theorie von Allem seinen zweiten Spielfilm als Regisseur und Drehbuchautor fertig. Erneut arbeitete er hier mit seinem Autorenkollegen Roderick Warich zusammen. Der in Schwarzweiß konzipierte Thriller mit Jan Bülow, Olivia Ross und Hanns Zischler in den Hauptrollen brachte ihm seine erste Einladung in den Wettbewerb um den Goldenen Löwen des Filmfestivals von Venedig ein. Ein Jahr später wurde das Werk für sechs Deutsche Filmpreise nominiert. Kröger selbst fand in den Kategorien Regie und Drehbuch Berücksichtigung.
Im Oktober 2024 wurde Kröger Mitglied der Deutschen Filmakademie.

## Filmografie (Auswahl)
- 2010: Sheriff – Vom Schweinehirtzen zum Superstar (Kurzdokumentarfilm) – Regie, Drehbuch
- 2011: Tilman im Paradies (Kurzdokumentarfilm) – Kamera
- 2011: Das leicht beunruhigende Schaukeln bei der Fahrt ins Tal (Dokumentarfilm) – Regie, Kamera, Schnitt
- 2013: 16 × Deutschland: Rheinland-Pfalz (Kurzdokumentarfilm) – Regie, Drehbuch, Kamera
- 2013: The Language of the Unknown – A Film About the Wayne Shorter Quartet (Dokumentarfilm) – Kamera
- 2014: Zerrumpelt Herz (Spielfilm) – Regie, Drehbuch
- 2015: Das Jech (musikalische Aufführung mit Film) – Regie, Drehbuch
- 2015: Hundesoldaten (Dokumentarfilm) – Kamera, Schnitt
- 2016: Das unmögliche Bild (Spielfilm) – Kamera
- 2020: The Trouble with Being Born (Spielfilm) – Kamera
- 2023: Die Theorie von Allem (Spielfilm) – Regie, Drehbuch

## Auszeichnungen
- 2015: FEST Film Festival Belgrad – Publikumspreis (Zerrumpelt Herz)
- 2022: Preis der Deutschen Filmkritik – Beste Bildgestaltung (The Trouble with Being Born)